# Fraortes de Media
Fraortes, también conocido como Fravartish (persa antiguo Fravartiš; h. 665 - 633 a. C.), hijo de Deyoces, fue el segundo rey de Media y se le considera el fundador del gobierno medo.
Como su padre Deyoces, Fraortes emprendió guerras contra Asiria, pero fue derrotado y muerto por Asurbanipal, el rey de Asiria.
A Fraortes le sucedió su hijo Ciáxares, quien marchó hacia Lidia, siendo detenido frente al río Halis debido a un repentino eclipse. Más tarde, siguió los pasos de su padre yendo a Asiria, pero esta vez la victoria fue meda.